# Forest Park, Illinois
Forest Park är en ort (village) i Cook County, i delstaten Illinois, USA. Enligt United States Census Bureau har orten en folkmängd på 14 228 invånare (2011) och en landarea på 6,2 km².